# Bajaur

Mapa (en la part en blau, a l'extrem nord)

Bajaur o Bajur o Bajour (urdú: باجوڑ) és una regió (agència) del Pakistan (equivalent als districtes en altres províncies), a les Àrees Tribals d'Administració Federal, la més petita de les subdivisions de l'àrea. La població el 1998 era de 595.227 habitants. L'agència la formen les valls de Chaharmung, Babukara, Watalai (o Ut-lai), Rud i Sur Kamar. En aquest darrer els rius Nawagai, Chamarkand, i Suran s'uneixen per formar el Pipal o Ambahar que desaigua al riu Swat poc després de la seva unió amb el Panjkora. La capital és Khar i la ciutat principal era abans Nawagai. Altres viles destacades són Raghagan, Hajilawant i Jar.
Els límits de la regió són, al nord el riu Panjkora que el separa del districte (abans principat) de Dhir, a l'est el districte de Malakand (territori d'Utman Khel) i l'agència de Mohmand; al sud l'agència de Mohmand, i a l'oest la vall del Kunar riu que separa la regió de l'Afganistan. La seva població s'estimava el 1901 en 100.000 persones i la superfície en 13.000 km². La regió estava a major altura que el Dir, i això fa que hi hagi menys pluja i menys vegetació; la vall més fèrtil és la del Rud, mentre que les de Chaharmung, Babukara i Watalai són poc productives.
Està habitat per tribus paixtus com els tarkanri o tarkilanri yusufzai (part nord), els mohmands (sud-oest), els saris, els utman khel (sud-est), i altres; a Chaharmung i Babukara viuen els salarzai, i a Watalai els mamunds, ambdues seccions dels tarkanri. Antigament el domini polític corresponia al kan de Nawagai, cap hereditari de tota la regió, que era el senyor feudal d'altres kans locals, generalment parents del kan principal; el kan estava assistit per una assemblea o jirga en què cada senyor tenia un vot.
Una de les muntanyes de la serralada de Kunar, és el pic Koh-i-Mor, que es pot veure des de la vall de Peshawar; fou en aquest lloc on Alexandre el Gran va fundar la ciutat de Nysa (tradicionalment considerada fundada per Dionís). El Koh-i-Mor ha estat identificat com el Meros de l'historiador grecoromà Arrià.
El 1518, Baber va atacar i conquerir Bajaur i va avançar cap a Bhera al riu Jhelum i va reclamar la regió com a pròpia per haver estat dominis de Tamerlà. A la zona va ordenar una massacra perquè la població era hostil a les seves forces i a l'islam; unes tres mil persones van morir.
Jandol, una de les valls del nord, va perdre importància quan el seu valí Umra Khan no es va poder apoderar de Bajaur, Dir i la vall del Kunar; l'emir de l'Afganistan reclamava aquest territori i finalment la frontera fou demarcada el 1893 sense participació d'Umra Khan, que després va envair el Chitral; en aquest principat Nizam al-Mulk fou ferit de mort pel seu germanastre Amir al-Mulk (1 de gener de 1895) que va assolir el poder; el príncep de Chitral Shir Afdal que estava exiliat a l'Afganistan (2 de setembre de 1895) es va unir llavors a Umra Khan, valí de Jandol o Djandol, que en aquest moment dominava el principat de Dhir, i junts van envair Chitral; la petita força anglo-caixmiri estacionada a Chitral en virtut del tractat de 1889, fou atacada pels revoltats. Amir al-Mulk va entrar en contacte secretament amb Umra Khan, però fou empresonat per l'agent britànic que va posar provisionalment al tron de Chitral a Shudja al-Mulk, de 14 anys; l'agent britànic amb una força mixta local i britànica de 400 homes va atacar a Umra Khan i Shir Afdal sense gaire èxit i els rebels van iniciar l'històric setge de la fortalesa de Chitral que va durar del 3 de març al 19 d'abril de 1895, setge que fou aixecat poc abans de l'arribada de les forces britàniques de socors procedents de Malakand i Dhir que van entrar a la ciutat 26 d'abril de 1895. Shir Afdal fou fet presoner pels anglesos i Umra Khan va fugir a l'Afganistan. Amir al-Mulk fou enviat deportat a l'Índia i Shudja al-Mulk confirmat com mehtar de Chitral (1 de maig de 1895).
Durant la lluita contra els soviètics a l'Afganistan, les forces islamistes radicals que tenien suport de Pakistan i Estats Units utilitzaven la vall com a rereguarda. Molts refugiats afganesos encara hi viuen, i simpatitzen amb Gulbuddin Hekmatyar, actualment aliat als talibans. Després de l'ocupació americana de l'Afganistan (2002) la resistència llança atacs a les forces ocupants fent servir Bajaur de base. Es creu que hi podria estar amagat Osama bin Laden. Un atac americà contra un poble on se suposava estava amagat Ayman al-Zawahiri lloctinent d'Osama, el 13 de gener del 2006 va matar a 18 persones; un segon atac contra un poble, el 30 d'octubre de 2006, va matar 80 persones.
La regió està fora del control del govern de Pakistan almenys des del 2008. El moviment Tanzim Nifaz Shariat Mohammadi va iniciar la lluita el 1994. Una ofensiva pakistanesa l'agost del 2008 va fer fugir a 300000 persones de les seves cases i va causar centenars de morts. El nawab de Khar Bajaur governa la regió de manera autònoma; la família del nawab és molt influent.